# 向小駄良村
向小駄良村（むかいこだらむら）は、かつて岐阜県郡上郡に存在した村である。
現在の郡上市白鳥町向小駄良に該当する。

## 歴史
- 1889年（明治22年）7月1日 - 町村制により向小駄良村が発足。
- 1897年（明治30年）4月1日 - 長滝村、前谷村、二日町村、歩岐島村と合併し、北濃村が発足。同日向小駄良村は廃止。

## 教育
向小駄良村には学校は無く歩岐島尋常小学校への通学であった。北濃村発足後の1908年に北濃尋常小学校向小駄良分校が開校。後に北濃尋常小学校第二分教場 → 白鳥町立北濃小学校第二分校となり、1960年に白鳥町立白鳥小学校に統廃合。